# Bruno Arrabal Passamani
Bruno Arrabal Passamani (Ouro Preto do Oeste, Brasil, 22 de febrero de 1992) es un futbolista brasilero. Juega de defensor y su equipo actual es el KF Arbëria de la Liga e Parë kosovar.

## Clubes
| Club            | País    | Año         | PJ | Goles |
| --------------- | ------- | ----------- | -- | ----- |
| Duque de Caxias | Brasil  | 2013 - 2014 | 24 | 0     |
| Remo            | Brasil  | 2014        |    |       |
| Tupi            | Brasil  | 2015        | 7  | 0     |
| Ethnikos Achnas | Chipre  | 2015 - 2017 | 52 | 0     |
| KS Kamza        | Albania | 2017 - 2019 | 56 | 0     |
| KF Llapi        | Kosovo  | 2019        | 0  | 0     |
| Burgan SC       | Kuwait  | 2019 - 2020 |    |       |
| KF Arbëria      | Kosovo  | 2020 -      | 27 | 0     |